# Nhân học tiến hóa
Nhân học tiến hóa là một lĩnh vực nghiên cứu liên ngành, tập trung vào sự tiến hóa của sinh lý và hành vi con người, đồng thời phân tích mối quan hệ giữa loài người và các loài linh trưởng khác. Lĩnh vực này kết hợp kiến thức từ cả khoa học tự nhiên lẫn khoa học xã hội để hiểu rõ hơn về quá trình phát triển của con người qua hàng triệu năm. 
Nhân học tiến hóa khám phá sự phát triển của con người cả về mặt sinh học lẫn văn hóa, từ quá khứ đến hiện tại. Dựa trên nền tảng phương pháp khoa học, nhân học tiến hóa kết hợp các bằng chứng và phương pháp luận từ nhiều lĩnh vực khác nhau, bao gồm khảo cổ học, sinh thái học hành vi, tâm lý học, linh trưởng học và di truyền học. Thông qua việc phân tích các di tích khảo cổ, quan sát hành vi của người và linh trưởng trong môi trường sống tự nhiên, nghiên cứu quá trình nhận thức và tâm lý, cũng như phân tích dữ liệu di truyền, nhân học tiến hóa cung cấp cái nhìn sâu sắc về những trải nghiệm đa dạng của con người qua thời gian.